# Kohei Inoue
Kohei Inoue (井上 公平 Inoue Kohei?, nacido el 5 de octubre de 1978 en Osaka) es un exfutbolista japonés. Jugaba de defensa y su último club fue el Sagawa Express Tokyo de Japón.

## Trayectoria

### Clubes
| Club                 | País  | Año         |
| -------------------- | ----- | ----------- |
| JEF United Ichihara  | Japón | 1997 - 1999 |
| Albirex Niigata      | Japón | 2000 - 2001 |
| Sagawa Express Tokyo | Japón | 2002 - 2006 |